# Костромское княжество
Костромско́е кня́жество — в Северо-Восточной Руси удельное княжество с центром в городе Кострома; существовало, с перерывами, с 1246 по 1320 годы.

## История
Выделилось из состава Владимиро-Суздальского княжества около 1247 года, доставшись в управление Василию Ярославовичу Квашне, сыну великого князя Владимирского Ярослава Всеволодовича.
После смерти в 1277 году Василия Ярославича без наследников земли княжества, как выморочные, вернулись в состав Владимирского княжества. Затем, в 1293 г., великий князь Владимирский Дмитрий Александрович уступил земли Костромского княжества своему брату Андрею Александровичу Городецкому, который в свою очередь вернул этот удел его сыну Ивану Дмитриевичу. Однако, этот удел просуществовал самое большее несколько месяцев, так как в том же году Андрей Городецкий с помощью татар стал великим князем владимирским, а Дмитрий бежал. Кострома вернулась в состав Владимирского княжества. Позже Андрей Городецкий сделал попытку выделить Костромское княжество в качестве удела дла своего малолетнего сына Бориса, но тот умер в 1303 г., а после смерти в 1304 г. самого Андрея в Костроме сел сын московского князя Даниила Александровича Борис.
После смерти Бориса Кострома оставалась под контролем московских князей, даже после того, как в 1328 г. ордынский хан Узбек передал ярлык на великое княжение суздальскому князю Александру Васильевичу. Однако впервые Кострома была упомянута в завещании только Дмитрия Донского как часть великого княжения Владимирского.

## Правители
- 1247—1276: Василий Ярославич
- 1276—1293: Андрей Александрович
- после 1296 (?) — 1303: Борис Андреевич
- 1304—1320: Борис Данилович